# Gifle de Tunis
« En attendant, regardez : Tunis est là ! [...] Et il y a les Français là-bas, qui l'ont pris par la trahison ! Et demain nous pouvons les avoir ici, dans notre maison, comprenez-vous ? » - Luigi Pirandello, I vecchi e i giovani, 1913
« La gifle de Tunis », en italien « Lo schiaffo di Tunisi », est une expression journalistique utilisée par la presse italienne et l'historiographie de la fin du XIXe siècle pour décrire une série de crises politiques entre le royaume d'Italie et la Troisième République française.
En 1881, le gouvernement français, par une action de force, établit le protectorat français de Tunisie, contrariant les intérêts et objectifs coloniaux du royaume d'Italie.

## Histoire

### Traité italo-tunisien de 1868
L'Italie signe le 8 septembre 1868 un traité avec la régence de Tunis qui, pour une durée de 28 ans, régule le régime des capitulations. L'accord international garantit à la régence les mêmes droits, privilèges et immunités que ceux accordés aux divers États pré-unitaires italiens. Les Italo-Tunisiens conservent leur nationalité d'origine et ne dépendent de la juridiction consulaire qu'en matière civile, commerciale et juridique et non en matière immobilière, cette dernière étant placée sous la juridiction des tribunaux du bey de Tunis. L'alliance civile assure aux Italiens la liberté de commerce et un privilège unique d'extraterritorialité pour leurs établissements. En matière de pêche et de navigation, ils bénéficient du même traitement que les Tunisiens. Enfin, le bey ne peut modifier les tarifs douaniers sans, au préalable, consulter le gouvernement italien.

### Occupation française

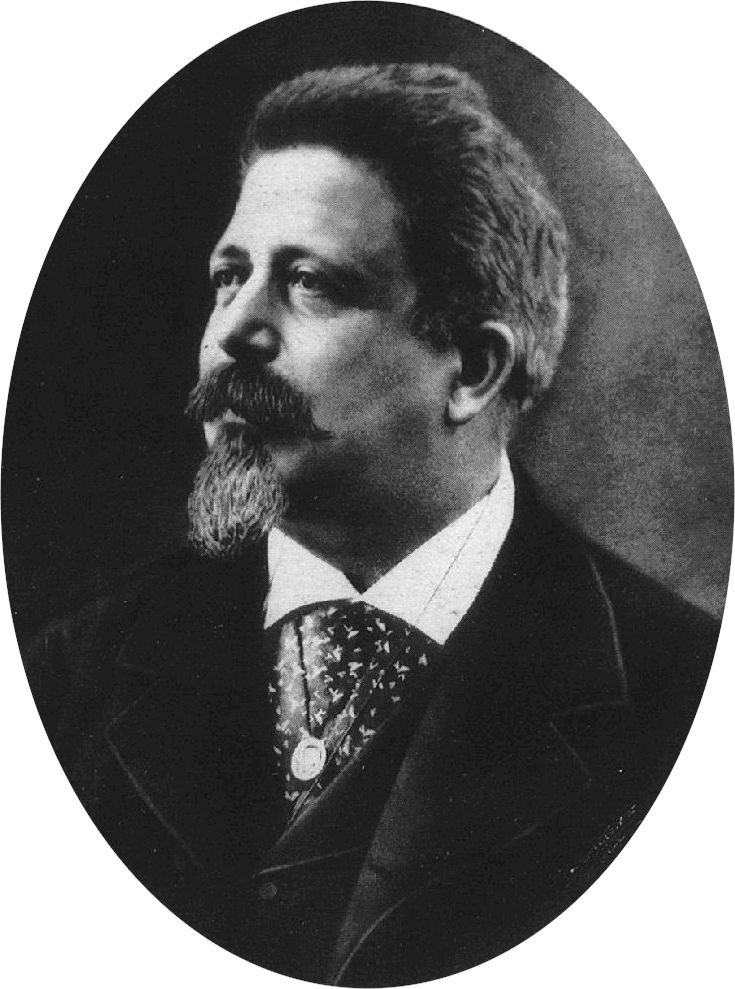
Benedetto Cairoli, le Premier ministre italien qui, après ce revers politico-diplomatique, démissionna.

Le principal objectif de politique étrangère visé par le gouvernement italien de Benedetto Cairoli est la colonisation de la régence de Tunis que se disputent la France et l'Italie. Cairoli, comme l'avait fait Agostino Depretis avant lui, ne se résout pas à procéder à une occupation, étant en général hostile à une politique militariste. Il croit en outre que la France pouvait faire face à l'opposition du Royaume-Uni, hostile à l'élargissement de la sphère d'influence française en Afrique du Nord. En fait, le Royaume-Uni est d'une manière générale hostile à l'idée qu'une seule puissance puisse contrôler le canal de Sicile dans son ensemble.
C'est dans ces circonstances que le gouvernement italien se laisse surprendre, le 12 mai 1881, lorsque les Français imposent le protectorat à la Tunisie par la signature du traité du Bardo. Ces événements sont ultérieurement vus comme une confirmation de la faiblesse des positions internationales de l'Italie et renforcent les polémiques consécutives au congrès de Berlin. Ils démontrent en outre la dimension velléitaire de la politique de Cairoli et Depretis, l'impossibilité d'une alliance avec les Français et la nécessité d'un rapprochement avec Berlin et, par conséquent, Vienne.
Les raisons de l'action sont résumées par Jules Ferry, qui fait valoir que les Italiens ne pourraient pas s'y opposer et qu'ils avaient, quelques semaines auparavant à Paris, accepté le renouvellement du traité commercial franco-italien, l'Italie s'étant encore engagé à rembourser une dette de 600 millions de lires à la Troisième République française et, surtout, Rome étant politiquement isolée malgré les tentatives de se rapprocher de Berlin et de Vienne. Ferry réitère que c'est le chancelier allemand Otto von Bismarck lui-même qui a invité Paris à agir en Tunisie, déclarant que, dans le cas d'une action, l'Allemagne ne ferait pas d'objection. Tandis que l'Italie discute de la fiabilité des nouvelles concernant une éventuelle action française en Tunisie, à Toulon se prépare une compagnie maritime de 20 000 hommes. Le 3 mai, un contingent français de 2 000 hommes débarque à Bizerte, rejoint le 11 par le reste des forces.
L'épisode confirme l'isolement politique de l'Italie et relance la polémique qui avait suivi le congrès de Berlin trois ans plus tôt.

### Établissement du protectorat
La régence de Tunis, coincée entre l'Algérie française à l'ouest, colonie française depuis 1830, la Cyrénaïque et la Tripolitaine sous souveraineté ottomane au sud-est, est alors un objectif stratégique à la fois italien et français. La faiblesse du bey, les intrigues des ministres tels que Mustapha Khaznadar et Mustapha Ben Ismaïl, la pression constante des consuls européens et la banqueroute de la régence, devenue otage des créanciers malgré les efforts du réformateur Kheireddine Pacha, ouvrent les portes à l'occupation française préconisée par Otto von Bismarck afin d'attirer l'attention de Paris sur la Méditerranée et par conséquent de la retirer de la frontière franco-allemande.
Le 12 mai 1881, le traité du Bardo est signé par Sadok Bey : la régence devient un protectorat, confiant « aux agents diplomatiques et consulaires de la France à l'étranger [...] la protection des intérêts tunisiens ». Le bey, à son tour, ne peut conclure aucun acte international sans avoir préalablement informé l'État français et sans avoir obtenu son consentement. Mais l'article 6 du décret du 9 juin lui permet de participer à la conclusion de traités internationaux.
Deux ans plus tard, les conventions de La Marsa, signées le 5 juin 1883, vident le traité de son contenu et violent la souveraineté interne de la Tunisie en forçant le bey à « procéder à des réformes administratives, judiciaire et financière que le gouvernement français jugera utile ». Certaines décisions ne peuvent être prises sans l'approbation du résident général de France en Tunisie et du secrétaire général (français) du gouvernement.

## Conséquences
Les puissances européennes réagissent différemment selon leurs intérêts : le Royaume-Uni s'empresse d'occuper l'Égypte, tandis que l'Allemagne et l'Autriche-Hongrie n'avancent pas de réserves sur le comportement français.
Les immigrés italiens en Tunisie quant à eux vont causer de sérieuses difficultés à la France qui tente alors de leur proposer d'opter pour la nationalité française afin de bénéficier des mêmes avantages que les colons français. Cependant, cette politique de la France aura pour effet de sensiblement détériorer les relations franco-italiennes. Parmi les hypothèses examinées par l'état-major général italien, une éventuelle invasion de la péninsule italienne par les troupes françaises n'est alors pas exclue. En 1900, Tunis abritait plus de 80 000 résidents d'origine italienne.